# Mesophyllum brachycladum
Mesophyllum brachycladum (Foslie) Adey, 1970  é o nome botânico  de uma espécie de algas vermelhas  pluricelulares do gênero Mesophyllum, subfamília Melobesioideae.
- São algas marinhas encontradas nas ilhas Canárias, Santa Helena (território) e São Tomé e Príncipe.

## Sinonímia
- Lithothamnion brachycladum  Foslie, 1900